# Fundamental analys
Fundamental analys (FA) kallas aktieanalys som utifrån ett bolags redovisade vinst, omsättning, kassaflöde med mera försöker att prognosticera dess framtida utveckling. Att genomföra en fundamental analys innebär i princip att en företagsvärdering i någon form genomförs, eventuellt en mycket förenklad sådan med enkla nyckeltal. Detta skiljer fundamental analys från teknisk analys där man försöker att förutse den framtida utvecklingen av aktiekurser genom studier av trender i aktiehandeln och gruppbeteenden hos investerarna. 
Fundamental analys speglar inte aktiemarknadens förväntningar på aktiekurserna utan utgår från bolagets bedömda ekonomiska prestation. Den fundamentala analysen inleds med strategisk analys, redovisningsanalys och finansiell analys. FA visar sig först efter något halvår eller senare i kurserna, därav handlas inte aktier med grund i FA på kort sikt. Fundamental analys brukar därför anses ge en bättre vägledning på längre placeringshorisonter.

## Nyckeltal
Ett antal nyckeltal används flitigt i fundamental analys, till exempel
- P/E-tal
- P/S-tal